# Dasylirion
Dasylirion es un género de planta de la familia Asparagaceae, anteriormente  en Ruscaceae. El nombre común (al igual que varias otras especies de esta familia es sotol, nombre que también se aplica a la bebida preparada a partir de estas plantas). Tiene aspecto de palma y se encuentra principalmente en las zonas desérticas de México. Ha sido utilizada desde hace siglos para la elaboración de licor, medicinas y como fibra para tejidos.

## Descripción
Son plantas perennes con raíces cuya propagación horizontal es de 2 a 8 milímetros de diámetro.  Los tallos son cortos o alargados, a menudo con tronco elevado o recostado.  Las hojas son persistentes y numerosas, formando rosetas extendidas; en forma de cuchillas largas lineales, fibrosas, glabras, a veces ceroso-glaucosas, con las bases ampliadas, el solapamiento en forma de cuchara, con márgenes fuertes, con púas curvas y ápice fibroso. Presenta inflorescencias paniculadas, con las panículas estrechas a lo largo y con los tallos leñosos; brácteas casi en forma de hojas, distal estramíneo, lanceoladas; fascículos de racimos densos en axilas de brácteas.
Tiene flores pequeñas, funcionalmente unisexuales. Algunas plantas sólo tienen flores masculinas, otras sólo femeninas. Las brácteas florales son laciniadas, membranosas, con seis tépalos distintos, con blanco verde y púrpura, en forma ahuevada, con márgenes denticulados; seis estambres, rudimentarios en el pistilado de las flores. El ovario superior presenta tres ángulos con estaminados abortivos en las flores; pistilo corto, más o menos en forma de correa, ligeramente ampliado en la punta; tres estigmas lobulados, con los lóbulos débilmente connatos en tubo, y con el pedicelo de las flores con pistilado articular.
Se conocen 22 especies, tres de las cuales son abundantes en la flora local, típica de terrenos áridos y montañosos de Arizona, Baja California, Chihuahua, Nevada, Nuevo México, Coahuila, Sonora y Texas. El Dasylirion es una importante fuente de alimento en el desierto, para los indígenas. Los bulbos son asados en roca, rayados y hervidos en ollas, machacados y aglutinados en pasteles. Asimismo se usa para preparar una extraordinaria y legendaria  bebida alcohólica, ampliamente conocida como "sotol", la cual se destila a partir de la fermentación y horneado de los bulbos. La diferencia con el tequila y mezcal es que no es un agave el que se destila sino el fermento de los bulbos del Dasylirion. El sotol es considerado la bebida alcohólica tradicional de Chihuahua. Las hojas de Dasylirion son comúnmente utilizadas para tejer canastos.

## Taxonomía
El género fue descrito por Joseph Gerhard Zuccarini  y publicado en Allgemeine Gartenzeitung 6(33): 258. 1838. La especie tipo es: Dasylirion graminifolium (Zucc.) Zucc.
Etimología
Dasylirion: nombre genérico compuesto que deriva de la palabra griega: δασύς (dasys) para "rugosa", "descuidada" y λείριον (leirion) de "lirio", que probablemente fue elegido debido a las hojas largas y desordenadas.

## Especies
- Sección Dasylirion Trel.
  - Dasylirion graminifolium (Zucc.) Zucc.
  - Dasylirion acrotrichum (Schiede) Zucc.
  - Dasylirion parryanum Trel.
  - Dasylirion leiophyllum Engelm. ex Trel.
  - Dasylirion lucidum Rose
  - Dasylirion serratifolium (Karw. ex Schult. & Schult.f.) Zucc.
  - Dasylirion texanum Scheele
  - Dasylirion simplex Trel.
  - Dasylirion gentryi Bogler
- Sección Quadrangulatae Trel.
  - Dasylirion longissimum Lem.
  - Dasylirion miquihuanense Bogler
  - Dasylirion treleasei (Bogler) Hochstätter
  - Dasylirion quadrangulatum S.Watson
- Sección Glaucophyllum Hochstätter.
  - Dasylirion glaucophyllum Hook.
  - Dasylirion occidentalis Bogler ex Hochstätter
  - Dasylirion cedrosanum Trel.
  - Dasylirion berlandieri S.Watson
  - Dasylirion palaciosii Rzed.
  - Dasylirion longistylum J.F.Macbr.
  - Dasylirion durangense Trel.
  - Dasylirion sereke Bogler
  - Dasylirion wheeleri S.Watson ex Rothr.